# Pseudolasius isabellae
Pseudolasius isabellae é uma espécie de formiga do gênero Pseudolasius, pertencente à subfamília Formicinae.